# Theodoro Mendes
José Theodoro Mendes, ou como foi popularmente conhecido, Theodoro Mendes (Sorocaba, 17 de julho de 1941 — Sorocaba, 24 de janeiro de 2020) foi um advogado, radialista, professor, bancário e político brasileiro. Em 1975, foi eleito deputado federal pelo PMDB-SP, porém em renunciou ao cargo em 1977 para assumir a prefeitura de Sorocaba, cargo que ocupou até maio de 1982. Retornou à Câmara dos Deputados como congressista pelo PMDB em 1983, cargo que ocupou até fevereiro de 1987 quando assumiu como deputado federal da Constituinte em 1988 .

## Morte
Faleceu em 24 de janeiro de 2020, em um acidente automobilístico na Rodovia Raposo Tavares.

## Família
Theodoro Mendes era filho de Ossis Salvestrini Mendes e José Mendes. Foi casado com Margarida Maria Quercetti Mendes, com quem teve dois filhos.
Faleceu aos 78 anos no dia 24/01/2020, após sofrer um acidente automobilístico.

## Primeiros anos
Antes de iniciar a sua carreira política Theodoro Mendes trabalhou como operário na indústria de curtimento de couro e também como bancário, quando era jovem. É bacharel em ciências jurídicas e sociais pela Faculdade de Direito de Sorocaba, sendo também licenciado em letras pela Faculdade de Filosofia, Ciências e Letras de Itapetininga. Ele se dedicou ao magistério, e lecionou língua portuguesa na Escola Gaspar Ricardo Júnior, em São Paulo, além de ocupar as cadeiras de ciência política e teoria geral do estado na Faculdade de Filosofia de Tatuí, e as de direito penal e constitucional na Faculdade de Direito da Fundação Karing Bazarian, em Itapetininga.

## Vida Pública
José Theodoro Mendes iniciou a sua carreira na política no mês de novembro de 1972, quando conquistou uma cadeira na Câmara dos Vereadores de Sorocaba na legenda do MDB - Movimento Democrático Brasileiro, que era o partido de oposição ao regime militar, vigente no país desde o mês de abril de 1964. Ele tomou posse no começo do ano de 1973, e em novembro do ano seguinte foi eleito deputado federal. Theodoro Mendes foi membro titular das comissões de Trabalho e Legislção Social e Finanças, além de também ser vice-presidente da comissão responsável por investigar o sistema penitenciário Brasileiro. Nas eleições municipais que ocorreram no mês de novembro de 1976 ele foi candidato à prefeito de Sorocaba e ganhou a eleição, sendo empossado em fevereiro de 1977, quando abriu mão de seu mandato na Câmara dos Deputados.
Theodoro Mendes deixou a prefeitura de Sorocaba para candidatar-se a um segundo mandato de deputado federal no pleito do mês de novembro de 1978, mas como obteve somente uma suplência, voltou para a prefeitura de sua cidade natal. Com a extinção do bipartidarismo no mês de novembro de 1979, Theodoro se filiou ao Partido do Movimento Democrático Brasileiro (PMDB). No ano de 1982 ele mais uma vez deixou a prefeitura para poder disputar uma vaga na Câmara dos Deputados por São Paulo, no pleito de novembro de 1982, e foi eleito com votos que vieram em grande parte dos municípios de Sorocaba, Itapetininga,Votorantim e Itaracé, iniciado o seu mandato no mês de fevereiro de 1983 e integrando a Comissão de Relações Exteriores como membro titular.
No dia 25 de abril de 1984, Theodoro Mendes votou favoravelmente à emenda Dante de Oliveira, que foi apresentada na Câmara dos Deputados com a proposição de restabelecer as eleições diretas para presidente do Brasil em novembro daquele mesmo ano. A emenda não conseguiu obter o número de votos indispensáveis para a sua aprovação, e por isso Theodoro Mendes votou no cdidato oposicionista Tancredo Neves, da Aliança Democrática, no Colégio Eleitoral, reunido no dia 15 de janeiro do ano de 1985.
Ainda no ano de 1985, Theodoro foi um dos representantes do Congresso Nacional na Assembleia Geral da Organização das Nações Unidas (ONU), sendo também no mesmo ano presidente da Comissão de Constituição e Justiça, exercendo o cargo de vice-líder do partido na Câmara até o ano de 1986.
Em novembro de 1986 Theodoro Mendes foi eleito deputado federal pelo PMDB, sendo empossado no ano de 1987, quando tiveram início os trabalhos da Assembleia Nacional Constituinte. Theodoro participou dos trabalhos constituintes no cargo de membro titular da Comissão de Sistematização e membro suplente da Subcomissão dos Direitos e Garantias Individuais, da Comissão da Soberania e dos Direitos e Garantias do Homem e da Mulher.
Nas principais votações, opôs-se à:
- Jornada semanal de 40 horas;
- Mandado de segurança coletivo;
- Soberania popular;
- Limitação do direito de propriedade privada;
- Voto aos 16 anos;
- Desapropriação da propriedade produtiva.

Votou a favor de:
- Presidencialismo;
- Nacionalização do subsolo;
- Pena de morte.
- Unicidade sindical;
- Limite de 12% ao ano para os juros reais;
- Estabilidade no emprego;
- Limitação dos encargos da dívida externa;
- Estatização do sistema financeiro;
- Mandato de cinco anos para o então presidente José Sarney;
- Anistia aos micros e pequenos empresários;
- Legalização do jogo do bicho.

Com a promulgação da nova Carta, no dia 5 de outubro do ano de 1988, Theodoro Mendes voltou a participar dos trabalhos legislativos na Câmara dos Deputados.
No mês de outubro de 1990, Theodoro Mendes concorreu à reeleição no cargo de deputado federal pelo PMDB, mas obteve somente uma suplência, deixando então a Câmara dos Deputados no mês de janeiro do ano seguinte. No ano de 1995 ele voltou a se candidatar a deputado federal, e perdeu novamente. Em outubro de 1996, nas eleições para a prefeitura de sua cidade natal Sorocaba (SP), conseguiu a sua quarta colocação, dessa vez pelo Partido Trabalhista Brasileiro (PTB). No mês de outubro do ano de 1998 Theodoro sofreu mais uma derrota ao concorrer ao cargo de deputado federal.
Theodoro Mendes foi ainda promotor público das comarcas de Lins e de São Roque, estando as duas em São Paulo, e foi o responsável por publicar Diretas e outros temas, Por um Brasil melhor e Presidencialismo, parlamentarismo e outros temas.

## Desempenho em eleições
| Ano  | Eleição               | Coligação      | Partido | Candidata a      | Votos         | Votos em Sorocaba            | Resultado  |
| ---- | --------------------- | -------------- | ------- | ---------------- | ------------- | ---------------------------- | ---------- |
| 1974 | Estadual de São Paulo | MDB            | MDB     | Deputado Federal | 44.560 (35º)  | 30.326 (1º)                  | Eleito     |
| 1976 | Municipal de Sorocaba | MDB            | MDB     | Prefeito         | —             | 46.117 (1º - turno único)    | Eleito     |
| 1982 | Estadual de São Paulo | PMDB           | PMDB    | Deputado Federal | 94.763 (20º)  | 41.395 (1º)                  | Eleito     |
| 1986 | Estadual de São Paulo | PMDB           | PMDB    | Deputado Federal | 114.141 (9º)  | 68.937 (1º)                  | Eleito     |
| 1990 | Estadual de São Paulo | PMDB           | PMDB    | Deputado Federal | 18.024        | 12.324 (1º)                  | Não Eleito |
| 1994 | Estadual de São Paulo | PMDB           | PMDB    | Deputado Federal | 18.111        | 10.743 (2º)                  | Não Eleito |
| 1996 | Municipal de Sorocaba | PTB            | PTB     | Prefeito         | —             | 27.975 (4º - primeiro turno) | Não Eleito |
| 1998 | Estadual de São Paulo | PTB, PSD, PSDB | PTB     | Deputado Federal | 12.863 (189º) | 8.359 (4º)                   | Não Eleito |